# Amuri kagyló
Az amuri kagyló (Sinanodonta woodiana) a kagylók (Bivalvia) osztályába, a folyamikagylók (Unionoida) rendjébe és a folyamikagyló-félék (Unionidae) családjába tartozó faj.

## Előfordulása
Kelet-Ázsiából származó, Kínában édesvízi igazgyöngy termelésre is felhasznált kagyló. Magyarországon inváziós fajnak számít. A 60-as évek elején hurcolták be a növényevő halak betelepítésével, s azóta – bár rejtett életmódja miatt kevesen figyeltek föl rá – elszaporodott. A Körösökből terjedt szerte, már Szegednél is megtalálható a Tiszában. A Balatonba a Sió csatornán felfelé haladva jutott el. Ma már az egész országban megtalálható. Az őshonos kagylófajoknál ellenállóbb és szélesebb ökológiai tűrőképességű.
A magyar halszállítmányokkal terjed tovább, Nyugat-Európa felé – éppúgy, ahogy hozzánk is érkezett. A kagylólárvák a halak bőrében élnek, így a halszállítmányok egyben kagylószállítmányok is.
Ez a legnagyobb puhatestű állat Magyarországon. A Tiszában már 30 cm hosszú, 2 kg-os példányát is találták.
Az amuri kagyló héja dísztárgyak készítésére alkalmas, húsát állati takarmányként hasznosíthatják.

## Külső hivatkozások
- Az amuri kagyló meghódította a Balatont
- Kagylók a Tiszában[halott link]
- A Balatonkutatási Alapítvány által támogatott kutatásokról Archiválva 2009. november 30-i dátummal a Wayback Machine-ben